# NGC 1082/1
NGC 1082/1 је лентикуларна галаксија у сазвежђу Еридан која се налази на NGC листи објеката дубоког неба.
Деклинација објекта је - 8° 10' 48" а ректасцензија 2h 45m 41,2s. Привидна величина (магнитуда) објекта NGC 1082 износи 14,0 а фотографска магнитуда 15,0. NGC 10821 је још познат и под ознакама MCG -1-8-4, NPM1G -08.0117, PGC 10447.